# Aulonocranus dewindti
Genre
Espèce
Statut de conservation UICN

 LC  : Préoccupation mineure
Aulonocranus dewindti est une espèce de poissons appartenant à la famille des Cichlidae. C'est la seule espèce de son genre Aulonocranus (monotypique).
On la trouve en Afrique centrale : Burundi, république démocratique du Congo, Tanzanie et Zambie. Son habitat naturel est les rivières et les lacs d'eau vive. L’espèce est menacée par la réduction de son habitat.

## Source
- (en) Cet article est partiellement ou en totalité issu de l’article de Wikipédia en anglais intitulé « Aulonocranus dewindti » (voir la liste des auteurs).